# Dryas juncta
Dryas juncta är en fjärilsart som beskrevs av Comstock 1944. Dryas juncta ingår i släktet Dryas och familjen praktfjärilar. Inga underarter finns listade i Catalogue of Life.